# Tiefurter Allee 6

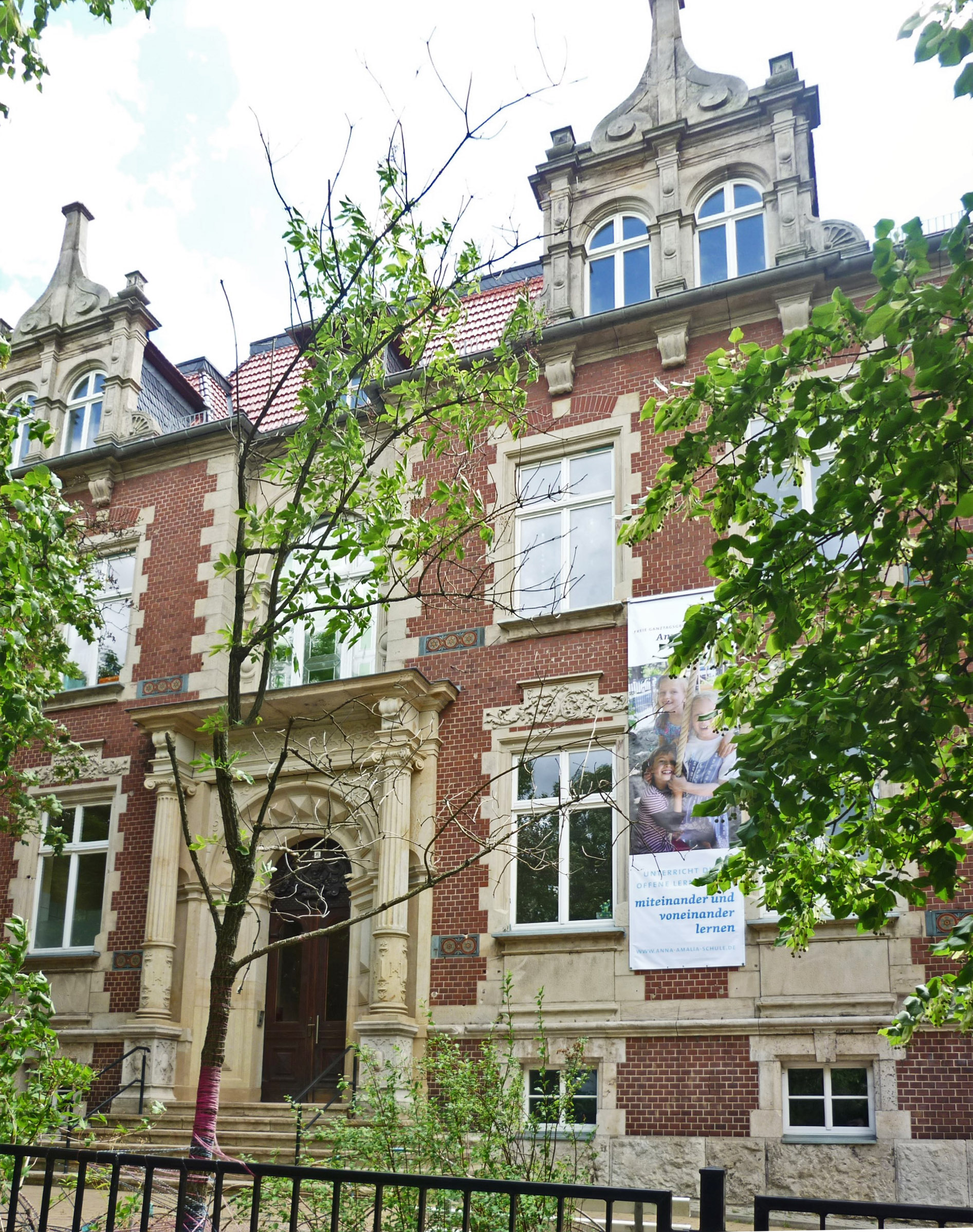
Weimar, Tiefurter Allee 6

In der Tiefurter Allee 6 gibt es eine historistische Villa im Stil der italienischen Neorenaissance aus Ziegelstein mit steinernen Fensterrahmungen von 1887 mit Grundstück und Nebengebäude. Bemerkenswert ist hierbei auch das Portal. Die Fassade ist spiegelsymmetrisch.

## Geschichte
Auf der Liste der Kulturdenkmale in Weimar (Einzeldenkmale) steht sie als Villa Moers. Den Entwurf zu ihrem Bau lieferte der Architekt Karl Vent. Der für den Berliner Unternehmer Gustav Moers gebaute Villenbau gilt architektonisch als einer der bedeutendsten in Weimar. Es hatte dieses Gebäude eine wechselvolle Geschichte. In diesem Gebäude, in welchem verschiedene illustre Personen wohnten, war die Gesandtschaft des russischen Zaren in Weimar. Von 1934 bis 1945 war  es Domizil der Sturmabteilung (SA). Nach dem Krieg 1945 wurde das Gebäude als Eiersammelstelle für die Bauernhöfe genutzt, weshalb es spöttisch „Eierschachtel“ genannt wurde. Zu DDR-Zeiten war hier eine Schule der Russischen Gesandtschaft untergebracht.
Heute wird diese Villa von der Freien Ganztagsgrundschule „Anna Amalia“ genutzt.